# Sholto Douglas (15e comte de Morton)
Sholto Charles Douglas, 15e comte de Morton (c. 1732–25 septembre 1774) est le fils de James Douglas (14e comte de Morton).

## Biographie
Il est colonel d'un régiment de dragons légers, le 17e Régiment de Dragons Légers, levé en Écosse, en 1759, et dissout en 1763.
En février 1754, il est élu Fellow de la Royal Society

## Famille
Le 19 novembre 1758, il épouse Katherine Hamilton, et ils ont deux fils:
- George Douglas (16e comte de Morton) (1761–1827)
- Hamilton Douglas Halyburton (10 octobre 1763 – 31 décembre 1783), qui est mort d'Hypothermie. Il est pris dans une tempête de neige alors qu'il recherche des déserteurs à la suite du naufrage de Sandy Hook[3],[4].